# Años 770 a. C.
Los años 770 antes de Cristo transcurrieron entre los años 779 a. C. y 770 a. C.

## Acontecimientos
- 778 a. C.: Agamestor, arconte de Atenas, muere después de un reinado de 17 años y es sucedido por su hijo Esquilo.
- 776 a. C.: Celebración en Olimpia de los primeros juegos griegos en honro a Zeus.[1]
- 774 a. C.: Fin del Reinado de Pigmalión de Tiro.
- 773 a. C.: Muerte de Shoshenq III, rey de Egipto.
- 773 a. C.: Ashur-Dan III sucede a su hermano Shalmaneser IV como rey de Asiria.
- 772 a. C.: en China se funda la dinastía Zhou oriental.
- 771 a. C.: en China termina la dinastía Zhou cuando nómadas quanrong del oeste, junto con vasallos de Zhou saquean la capital Haojing y matan al monarca, el rey You de Zhou. El príncipe heredero Ji Yijiu escapa y reina como rey Ping de Zhou.
- 771 a. C.: fecha tradicional de nacimiento de Rómulo y Remo. Rómulo será el tradicional fundador de Roma.
- 770 a. C.: inicio de la dinastía Zhou en China con el rey Ping de Zhou como primer rey de los zhou y gobierna desde la nueva capital de Chengzhou (más tarde conocido como Luoyang).1523
- 770 a 600 a. C.: China se convierte en una federación de Estados independientes con dinastías locales, coincidiendo con una etapa de debilitamiento de la autoridad de los Zhou.[1]